# 덩자자
덩자자(중국어: 邓家佳, 병음: Dèng Jiājiā, 한자음: 등가가, 1983년 5월 17일 ~ )는 중화인민공화국의 배우이다. 쓰촨성 네이장시 출신이다.

## 방송
- 렵호
- 아부시정영
- 연래행복
- 요재신편
- 상명백료재결혼

## 영화
- 연래행복 (2016년)
- 작쩐 (2016년)
- 빙하: 살인의 추억 (2015년)
- 요재신편 (2015년)
- 상명백료재결혼 (2015년)
- 애정공우 4 (2014년)
- 고도경혼 2 (2013년)
- 침묵의 목격자 (2013년) - 린 멍멍 역
- 애정공우 3 (2012년)
- 더블 트러블 (2012년)
- 야점궤담 (2012년)
- 애봉료 (2011년)
- 애정공우 2 (2011년)
- 웅묘대협 (2009년)
- 십전구미 (2007년)